# Burg Großer Felsen
Die Burg Großer Felsen ist die Ruine einer Spornburg auf einem Felssporn 650 Meter nordöstlich des Schlosses Langenstein bei der Gemeinde Orsingen-Nenzingen im Landkreis Konstanz in Baden-Württemberg.
Von der ehemaligen Burganlage sind noch Reste des Walls mit einer Länge von 57 Meter, einer Breite von 10 Meter und einer Höhe von 1,5 Meter sowie ein Graben erhalten.